# Gunung Meraksa (Pengandonan)
Gunung Meraksa is een bestuurslaag in het regentschap Ogan Komering Ulu van de provincie Zuid-Sumatra, Indonesië. Gunung Meraksa telt 571 inwoners (volkstelling 2010).